# Prosopocoilus dissimilis dissimilis
Prosopocoilus dissimilis dissimilis es una especie de coleóptero de la familia Lucanidae.

## Distribución geográfica
Habita en Okinawa (Japón).